# Sommer-Paralympics 2024/Teilnehmer (Simbabwe)
| stlisierte Goldmedaille | stlisierte Silbermedaille | stlisierte Bronzemedaille |
| ----------------------- | ------------------------- | ------------------------- |
| —                       | —                         | —                         |

Simbabwe entsandte für die Paralympischen Spiele 2024 in Paris zwei Leichtathleten.

## Teilnehmer

### Leichtathletik
| Athleten                        | Klassifizierung | Wettbewerb | Vorlauf      | Vorlauf | Finale        | Finale        | Rang |
| Athleten                        | Klassifizierung | Wettbewerb | Zeit         | Rang    | Zeit          | Rang          | Rang |
| ------------------------------- | --------------- | ---------- | ------------ | ------- | ------------- | ------------- | ---- |
| Frauen                          |                 |            |              |         |               |               |      |
| Tinotenda Nicole Bango          | T47             | 100 m      | 13,71 s (PB) | 17      | ausgeschieden | ausgeschieden | 17   |
| Männer                          |                 |            |              |         |               |               |      |
| Kudakwashe Paidamoyo Chigwedere | T47             | 100 m      | 10,78 s (PB) | 3       | 10,95 s       | 8             | 8    |

PB: Persönliche Bestleistung